# Ibana
Genre
Ibana est un genre d'araignées aranéomorphes de la famille des Thomisidae.

## Distribution
Les espèces de ce genre se rencontrent en Malaisie, en Indonésie et en Chine.

## Liste des espèces
Selon World Spider Catalog (version 26, 19/06/2025) :
- Ibana gan Liu & S. Q. Li, 2022
- Ibana senagang Benjamin, 2014
- Ibana svarnadvipa Dhiya'ulhaq & Benjamin, 2025

## Systématique et taxinomie
Ce genre a été décrit par Benjamin en 2014 dans les Thomisidae.

## Étymologie
Ce genre est nommé en l'honneur des Ibans.

## Publication originale
- Benjamin, 2014 : « Two new species of Pharta Thorell, 1891 with the description of Ibana senagang gen. et sp. nov. (Araneae: Thomisidae). » Zootaxa, no 3894(1), p. 177-182.